# Mariotto di Nardo
Mariotto di Nardo (1394–1424) foi um pintor italiano, filho do escultor Nardo di Cione.
Seu estilo pertence ao Gótico florentino e mostra a influência de Spinello Aretino e  Lorenzo Monaco. Trabalhou na Santa Maria del Fiore, em Florença e com Lorenzo Ghiberti, em 1400, em um altar em Pesaro.

## References
1. ↑  «Nardo di Cione». Consultado em 1 de maio de 2014